# Cerodontha magna
Cerodontha magna är en tvåvingeart som beskrevs av Spencer 1973. Cerodontha magna ingår i släktet Cerodontha och familjen minerarflugor.
Artens utbredningsområde är Venezuela. Inga underarter finns listade i Catalogue of Life.